# Tyrannus
Tyrannus é um gênero de aves passeriformes da família dos tiranídeos, que se alimentam basicamente de insetos. A maioria são chamadas de suiriri, e duas são chamadas de tesourinha. São nativas das Américas e algumas espécies possuem comportamentos migratórios.
Preferem áreas abertas ou semiabertas, onde em galhos esperam pousados pela hora de caçar os insetos em voo. Defendem seus territórios de reprodução agressivamente, às vezes espantando aves maiores.
O gênero foi introduzido em 1799 pelo naturalista francês Bernard Germain de Lacépède com o suiriri-valente (Tyrannus tyrannus) como espécie-tipo. O nome do gênero é a palavra em latim para 'tirano', referente ao comportamento agressivo dessas aves.

## Espécies
13 espécies são reconhecidas:
| Imagem | Nome comum                 | Nome científico         | Distribuição                                                                          |
| ------ | -------------------------- | ----------------------- | ------------------------------------------------------------------------------------- |
|        | Suiriri-de-garganta-nívea  | Tyrannus niveigularis   | Colômbia, Equador e Peru.                                                             |
|        | Suiriri-de-garganta-branca | Tyrannus albogularis    | Bolívia, Brasil, Colômbia, Equador, Peru, Venezuela, nas Guianas e Suriname.          |
|        | Suiriri-tropical           | Tyrannus melancholicus  | Desde o sul dos Estados Unidos até a América Central, América do Sul até a Argentina. |
|        | Suiriri-silvador           | Tyrannus couchii        | Sul dos Estados Unidos, México, Belize e o norte da Guatemala.                        |
|        | Suiriri-gritador           | Tyrannus vociferans     | Leste dos Estados Unidos até o norte da América Central.                              |
|        | Suiriri-de-bico-grosso     | Tyrannus crassirostris  | Estados Unidos e México, indo ao sul até o oeste da Guatemala.                        |
|        | Suiriri-ocidental          | Tyrannus verticalis     | Sul dos Estados Unidos, México e América Central.                                     |
|        | Tesourinha-rosada          | Tyrannus forficatus     | Estados Unidos e México.                                                              |
|        | Tesourinha-do-campo        | Tyrannus savana         | México, passando pela América Central e América do Sul até a Argentina.               |
|        | Suiriri-valente            | Tyrannus tyrannus       | Estados Unidos, México e Canadá, migrante na América do Sul.                          |
|        | Suiriri-cinza              | Tyrannus dominicensis   | Estados Unidos, América Central, de Cuba até a Venezuela e Colômbia.                  |
|        | Suiriri-cubano             | Tyrannus cubensis       | Cuba                                                                                  |
|        | Suiriri-guatíbere          | Tyrannus caudifasciatus | Bahamas, Cuba, a República Dominicana, Haiti, Jamaica e Porto Rico.                   |